# Hippolyte Renaud
Pour les articles homonymes, voir Renaud (homonymie).
Hippolyte Renaud (né le 26 mai 1803 à Besançon, décédé le 29 décembre 1873 à Épinal), est officier d'artillerie, journaliste, et socialiste utopique fouriériste.

## Biographie
Hippolyte Renaud est né le 26 mai 1803 à Besançon,. Il est le fils d'un notaire de la ville, toutefois issu d'un milieu modeste. Il réalise des études au collège de Besançon et à Épinal, entre à l'École polytechnique en 1823, puis à l’École d’application d’artillerie de Metz en 1825 où il fait la connaissance de Victor Considerant. Alors qu'il est membre d'un bataillon de pontonniers à Strasbourg au début des années 1930, il adhère aux idées saint-simoniennes. En correspondance avec Jules Lechevalier pendant que sa famille philosophique se déchire, il se laisse progressivement séduire par l’émergence du fouriérisme. Mais d'après Charles Pellarin, c'est la lecture du Traité de l’association domestique agricole, en 1831-1832, qui achève définitivement son rattachement. Il se marie en 1931 avec une ancienne camarade de Considerant, et rejoint Besançon où il fréquente les cercles de Just Muiron. Renaud est promu capitaine en 1834, puis il multiplie les mutations à travers la France jusqu'à la direction de l’artillerie de Montpellier. Très investi dans la cause sociétaire et fermement opposé à Pierre-Joseph Proudhon, il collabore à divers organes de presse tels que la Phalange mais aussi l’Impartial où il est remarqué par le bibliothécaire comtois Charles Weiss. Il persiste alors sur cette voie, et publie en 1842 solidarité ; bien reçu par Park Godwin, Charles Pellarin, et même Pierre Larousse qui salue un très bon résumé de cette doctrine, l'essai connaît le succès mais est aussi critiqué, Hubert Bourgin le voyant comme une œuvre médiocre. L’Union agricole d’Afrique est créée en 1845 près d'Oran afin d'expérimenter certains principes fouriéristes, mais face à des difficultés économiques et des dissensions Hippolyte Renaud en devient président entre 1847 à 1849. Parallèlement, ses avancements militaires apparaissent bridés : fait chevalier (1848) puis officier (1861) de la Légion d’honneur, il devient lieutenant-colonel en 1860 peu avant sa retraite l'année suivante,. Il concentre alors sa réflexion autour de la religion en publiant plusieurs écrits en la matière, et poursuit le soutien aux groupes et sociétés fouriéristes jusqu'à sa mort. Il décède le 29 décembre 1873 à Épinal,.